# Fryeburg (hrabstwo Oxford)
Fryeburg – jednostka osadnicza w Stanach Zjednoczonych, w stanie Maine, w hrabstwie Oxford.